# Hush (låt)
Hush är en låt skriven av den amerikanske gitarristen och kompositören Joe South. Den har spelats in av ett flertal artister, bland annat Billy Joe Royal och Kula Shaker. Mest känd blev den dock i Deep Purples version, som 1968 nådde en fjärdeplats på de amerikanska topplistorna. Sångare på Deep Purples inspelning är gruppens originalsångare Rod Evans, och inspelningen ger också Jon Lords hammondorgel mycket utrymme. Låten ligger som spår nummer två på gruppens debutalbum Shades of Deep Purple. Ritchie Blackmore har berättat att han hörde Billy Joe Royals version då han var på turné i Tyskland, och tyckt att låten skulle passa Deep Purple, men i en annorlunda tappning.
Värt att notera är att låten aldrig blev någon större hit i Storbritannien, varken i Royals eller Deep Purples versioner.
Låten har även spelats in av den svenske artisten Tommy Körberg på albumet Tom - Nature Boy.
Deep Purples version har funnits med i filmer som Once Upon a Time in Hollywood och Cruella.

## Listplaceringar, Billy Joe Royal
| Lista (1967-1968) | Position               |
| ----------------- | ---------------------- |
| Frankrike         | 7                      |
| Kanada            | 45 (RPM)               |
| Nederländerna     | 5                      |
| Schweiz           | 2                      |
| Sverige           | 12 (Kvällstoppen)      |
| Sverige           | 8 (Tio i topp)         |
| USA               | 52 (Billboard Hot 100) |
| Västtyskland      | 12                     |

## Listplaceringar, Deep Purple
| Lista (1968) | Position                              |
| ------------ | ------------------------------------- |
| Kanada       | 2 (RPM)                               |
| Nya Zeeland  | 6                                     |
| Schweiz      | 7                                     |
| Sverige      | - (Testad på Tio i topp, ej inröstad) |
| USA          | 4 (Billboard Hot 100)                 |